# Stefan Hassler
Stefan Hassler (13 giugno 1969) è un ex calciatore liechtensteinese, di ruolo attaccante.

## Carriera

### Nazionale
Ha collezionato 4 presenze con la propria Nazionale.